# Rhene hinlalakea
Rhene hinlalakea là một loài nhện trong họ Salticidae.
Loài này thuộc chi Rhene. Rhene hinlalakea được Alberto Barrion & James A. Litsinger miêu tả năm 1995.